# Dagny
Cet article possède un paronyme, voir Daigny.
Dagny (prononcé [d̪a.ˈɲi]) est une commune française située dans le département de Seine-et-Marne en région Île-de-France.

## Géographie

### Localisation
Dagny est située à environ 14 kilomètres par la route, au sud-ouest de La Ferté-Gaucher.

### Géologie et relief
L'altitude de la commune varie de 112 mètres à 159 mètres pour le point le plus haut, le centre du bourg se situant à environ 128 mètres d'altitude (mairie). Elle est classée en zone de sismicité 1, correspondant à une sismicité très faible.

### Hydrographie
Le système hydrographique de la commune se compose de quatre cours d'eau référencés :
- la rivière l’Aubetin, longue de 61,15 km[4], affluent du Grand Morin ;
  - le ru Saint-Géroche, 0,97 km[5], affluent de l’ Aubetin ;
- le ru de l'Étang de Beuvron, long de 10,44 km[6], affluent de l’Yerres ;
  - le fossé 01 des Grands Sillons, canal de 1,08 km[7], conflue avec le ru de l'Étang de Beuvron.

La longueur totale des cours d'eau sur la commune est de 7,16 km.

### Climat
Pour des articles plus généraux, voir Climat de l'Île-de-France et Climat de Seine-et-Marne.
En 2010, le climat de la commune est de type climat océanique dégradé des plaines du Centre et du Nord, selon une étude du CNRS s'appuyant sur une série de données couvrant la période 1971-2000. En 2020, Météo-France publie une typologie des climats de la France métropolitaine dans laquelle la commune est exposée à un climat océanique altéré et est dans la région climatique Nord-est du bassin Parisien, caractérisée par un ensoleillement médiocre, une pluviométrie moyenne régulièrement répartie au cours de l’année et un hiver froid (3 °C).
Pour la période 1971-2000, la température annuelle moyenne est de 10,2 °C, avec une amplitude thermique annuelle de 15,8 °C. Le cumul annuel moyen de précipitations est de 749 mm, avec 11,6 jours de précipitations en janvier et 8,1 jours en juillet. Pour la période 1991-2020, la température moyenne annuelle observée sur la station météorologique la plus proche, située sur la commune de Chevru à 3 km à vol d'oiseau, est de 11,2 °C et le cumul annuel moyen de précipitations est de 697,7 mm,. Pour l'avenir, les paramètres climatiques de la commune estimés pour 2050 selon différents scénarios d'émission de gaz à effet de serre sont consultables sur un site dédié publié par Météo-France en novembre 2022.
| Mois                                  | jan.            | fév.           | mars          | avril         | mai             | juin           | jui.           | août           | sep.         | oct.            | nov.          | déc.             | année      |
| ------------------------------------- | --------------- | -------------- | ------------- | ------------- | --------------- | -------------- | -------------- | -------------- | ------------ | --------------- | ------------- | ---------------- | ---------- |
| Température minimale moyenne (°C)     | 1,3             | 1,3            | 3,3           | 5,1           | 8,7             | 11,5           | 13,3           | 13,2           | 10,4         | 7,8             | 4,2           | 2                | 6,8        |
| Température moyenne (°C)              | 3,7             | 4,4            | 7,5           | 10,2          | 13,9            | 17             | 19,3           | 19,2           | 15,7         | 11,8            | 7,1           | 4,4              | 11,2       |
| Température maximale moyenne (°C)     | 6,1             | 7,4            | 11,7          | 15,3          | 19              | 22,5           | 25,3           | 25,3           | 21           | 15,7            | 9,9           | 6,7              | 15,5       |
| Record de froid (°C) date du record   | −15,8 08.01.10  | −13,9 04.02.12 | −9,2 13.03.13 | −4,4 06.04.21 | −1,3 05.05.1996 | 1,4 04.06.1991 | 5,5 13.07.1993 | 4,6 26.08.1993 | 1,8 30.09.22 | −3,8 30.10.1997 | −9,7 30.11.10 | −12,7 31.12.1996 | −15,8 2010 |
| Record de chaleur (°C) date du record | 15,6 05.01.1999 | 18,6 27.02.19  | 24,6 31.03.21 | 28,2 20.04.18 | 30,9 27.05.05   | 35,8 27.06.11  | 41,5 25.07.19  | 39,7 12.08.03  | 34 09.09.23  | 28,3 01.10.11   | 21 07.11.15   | 16,6 07.12.00    | 41,5 2019  |
| Précipitations (mm)                   | 57,8            | 52,6           | 51,2          | 51,6          | 67,1            | 51,5           | 55,9           | 56             | 56,1         | 64,7            | 60,9          | 72,3             | 697,7      |

### Milieux naturels et biodiversité

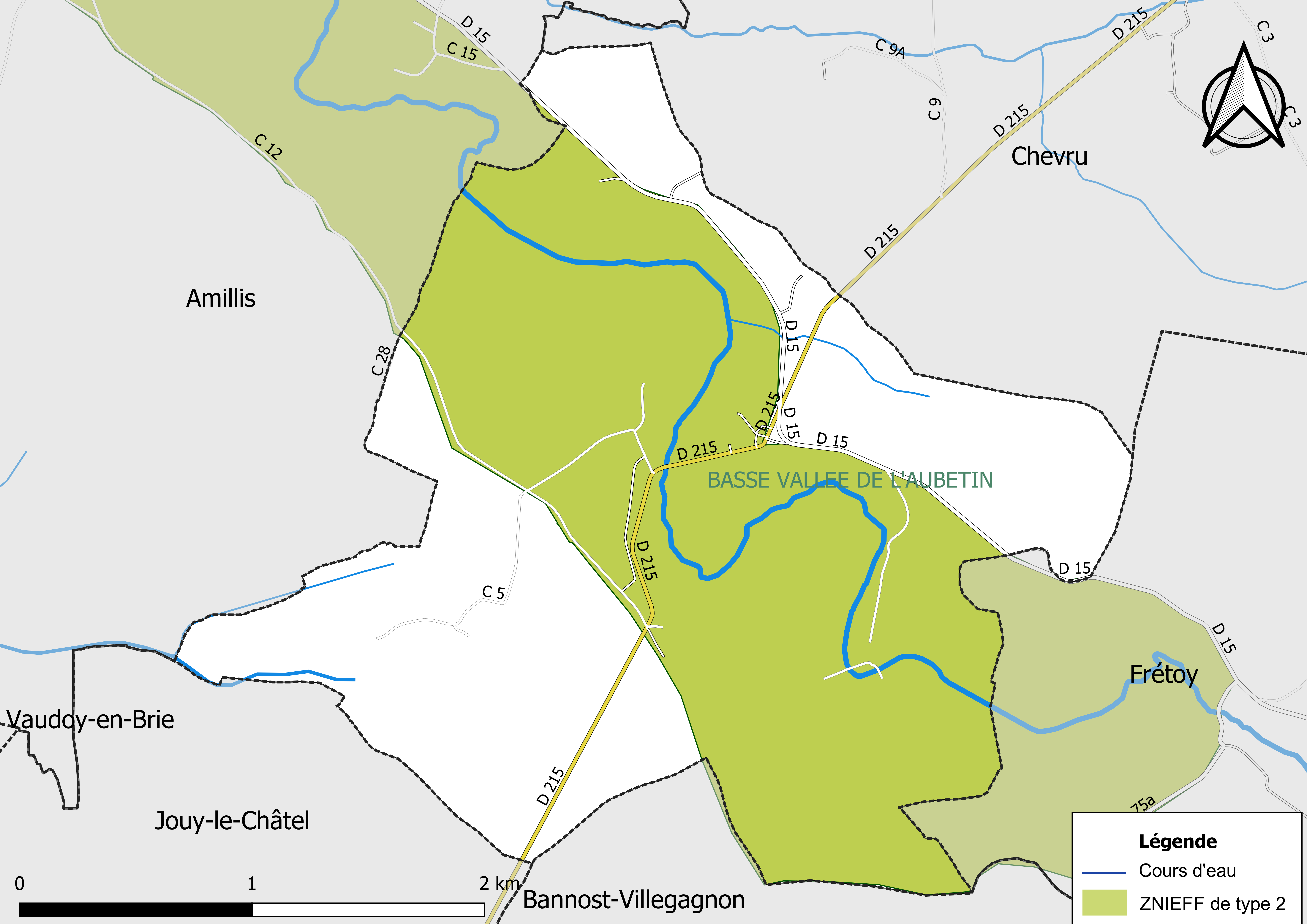
Carte des ZNIEFF de type 2 localisées sur la commune.

L’inventaire des zones naturelles d'intérêt écologique, faunistique et floristique (ZNIEFF) a pour objectif de réaliser une couverture des zones les plus intéressantes sur le plan écologique, essentiellement dans la perspective d’améliorer la connaissance du patrimoine naturel national et de fournir aux différents décideurs un outil d’aide à la prise en compte de l’environnement dans l’aménagement du territoire.
Le territoire communal de Dagny comprend un ZNIEFF de type 2,,, la « Basse vallée de l'Aubetin » (2 376,41 ha), couvrant 8 communes du département.

## Urbanisme

### Typologie
Au 1er janvier 2024, Dagny est catégorisée commune rurale à habitat dispersé, selon la nouvelle grille communale de densité à sept niveaux définie par l'Insee en 2022.
Elle est située hors unité urbaine. Par ailleurs la commune fait partie de l'aire d'attraction de Paris, dont elle est une commune de la couronne,. Cette aire regroupe 1 929 communes,.

### Occupation des sols
En 2018, le territoire de la commune se répartit en 79,9 % de terres arables, 11,8 % de forêts et 8,2 % de zones agricoles hétérogènes.

### Lieux-dits et écarts
La commune compte 42 lieux-dits administratifs répertoriés consultables ici (source : le fichier Fantoir) dont Fontaine Ramée, la Vigne Tiersot, la Malgagne, le Bois Éluis et Moneuse.

### Logement
En 2016, le nombre total de logements dans la commune était de 148 dont 97,2 % de maisons et 2,8 % d’appartements.
Parmi ces logements, 85,4 % étaient des résidences principales, 5,3 % des résidences secondaires et 9,3 % des logements vacants.
La part des ménages propriétaires de leur résidence principale s’élevait à 86 % contre 11,6 % de locataires et 2,5 % logés gratuitement.

## Toponymie
Le nom de la localité est mentionné sous les formes Daignis en 1274, ; Doignys en 1276 ; Decima de Daignis et Danis au XIIIe siècle ; Daignis en 1410 ; Dagnys en 1647 ; Agny en 1766.
L'étymologie de ce toponyme provient de l'agglutination du nom de personne gallo-romain danius et du suffixe acum qui signifie : la « terre de danno (courageux en gaulois) ».

## Histoire
Des traces d’occupation romaine ont été retrouvées.
Le moulin de la Bouchère, sur l’Aubetin est mentionné dès 1165.
La paroisse apparaît en 1274.
Dans la ferme de l'Aubetin, au XVIIIe siècle, Henri-Alexandre Tessier, agronome et docteur en médecine, croisa le premier les moutons de Brie avec les mérinos espagnols. Il s'ensuivit une amélioration sensible de la laine et une viande d'excellente qualité en boucherie.
Le moulin de l'Aubetin qui n'existe plus était le seul moulin à huile de noix de cette vallée.

### Circonscriptions d'Ancien Régime
- Intendance : Paris
- Élection : Coulommiers
- Subdélégation : Coulommiers
- Grenier à sel : Provins
- Coutume : Paris
- Parlement : Paris
- Bailliage : Meaux
- Gouvernement : Champagne
- Diocèse : Meaux - Archidiaconé : Brie
- Doyenné : Coulommiers[32].

## Politique et administration

### Rattachements administratifs et électoraux
La commune était intégrée à l'arrondissement de Provins du département de Seine-et-Marne.
Afin de faire coïncider les limites d'arrondissement et celles des intercommunalités, elle intègre le 1er janvier 2018 l'arrondissement de Meaux.
Pour l'élection des députés, elle fait partie depuis 1988 de la cinquième circonscription de Seine-et-Marne.
Elle faisait partie depuis 1793 du canton de La Ferté-Gaucher. Dans le cadre du redécoupage cantonal de 2014 en France, elle intègre le canton de Coulommiers.

### Intercommunalité
La commune était membre de la communauté de communes Avenir et développement du secteur des Trois Rivières, créée fin 1993.
Le 1er janvier 2013, celle-ci fusionne avec la communauté de communes de la Brie des Templiers pour former la communauté de communes du Pays de Coulommiers.
Dans le cadre des dispositions de la loi portant nouvelle organisation territoriale de la République (Loi NOTRe) du 7 août 2015, qui prévoit que les établissements publics de coopération intercommunale (EPCI) à fiscalité propre doivent avoir un minimum de 15 000 habitants (et 5 000 habitants en zone de montagnes), le schéma départemental de coopération intercommunale (SDCI) de Seine-et-Marne prescrit sa fusion avec la communauté de communes de la Brie des moulins.
La communauté d'agglomération Coulommiers Pays de Brie est ainsi créée le 1er janvier 2018, dont la commune est désormais membre.

### Liste des maires
| Période                                  | Période                   | Identité                   | Étiquette | Qualité                                            |
| ---------------------------------------- | ------------------------- | -------------------------- | --------- | -------------------------------------------------- |
| Les données manquantes sont à compléter. |                           |                            |           |                                                    |
| 1848                                     | 1871                      | Henry Nottin               |           | Propriétaire                                       |
| 1871                                     |                           | Isidore Anatole Camus      |           |                                                    |
| 1873                                     |                           | Alexandre Defer            |           |                                                    |
| 1876                                     |                           | Baptiste Alexandre Defer   |           | Cultivateur                                        |
| 1879                                     |                           | Anatole Remy               |           | Cultivateur                                        |
| 1881                                     |                           | Michel Hyacinthe Miquet    |           | Cultivateur                                        |
| 1884                                     |                           | Louis Honoré Médard Darras |           | Propriétaire                                       |
| 1887                                     |                           | Louis Michel Miquet        |           | Propriétaire                                       |
| 1888                                     |                           | Louis Anatole Rémy         |           | Propriétaire                                       |
| 1896                                     |                           | Paul Chevrier              |           | Fermier                                            |
| 1912                                     |                           | Ernest Nottin              |           | Notaire                                            |
| 1924                                     |                           | Henri Victor Couturier     |           | Rentier                                            |
| 1925                                     |                           | Aimé Marie Barotte         |           | Retraité                                           |
| 1929                                     |                           | Marcel Picard              |           | Agriculteur                                        |
| 1932                                     | 1937                      | Marcel Picard              |           | Agriculteur                                        |
| 1947                                     | 1971                      | Gustave Pron               |           |                                                    |
| 1971                                     | 1995                      | Claude Delavaux            |           | Conducteur TPE                                     |
| juin 1995                                |                           | Rémond Moyat               |           | Ingénieur                                          |
| septembre 2003                           | En cours (au 23 mai 2017) | Bernard Delavaux           |           | Mécanicien agricole Réélu pour le mandat 2014-2020 |

## Démographie
L'évolution du nombre d'habitants est connue à travers les recensements de la population effectués dans la commune depuis 1793. Pour les communes de moins de 10 000 habitants, une enquête de recensement portant sur toute la population est réalisée tous les cinq ans, les populations de référence des années intermédiaires étant quant à elles estimées par interpolation ou extrapolation. Pour la commune, le premier recensement exhaustif entrant dans le cadre du nouveau dispositif a été réalisé en 2007.

En 2022, la commune comptait 293 habitants, en évolution de −4,56 % par rapport à 2016 (Seine-et-Marne : +3,92 %, France hors Mayotte : +2,11 %).
| 1793 | 1800 | 1806 | 1821 | 1831 | 1836 | 1841 | 1846 | 1851 |
| ---- | ---- | ---- | ---- | ---- | ---- | ---- | ---- | ---- |
| 174  | 209  | 195  | 194  | 217  | 247  | 233  | 270  | 247  |

| 1856 | 1861 | 1866 | 1872 | 1876 | 1881 | 1886 | 1891 | 1896 |
| ---- | ---- | ---- | ---- | ---- | ---- | ---- | ---- | ---- |
| 267  | 276  | 284  | 281  | 265  | 292  | 272  | 269  | 237  |

| 1901 | 1906 | 1911 | 1921 | 1926 | 1931 | 1936 | 1946 | 1954 |
| ---- | ---- | ---- | ---- | ---- | ---- | ---- | ---- | ---- |
| 260  | 253  | 244  | 200  | 242  | 231  | 209  | 196  | 201  |

| 1962 | 1968 | 1975 | 1982 | 1990 | 1999 | 2006 | 2007 | 2012 |
| ---- | ---- | ---- | ---- | ---- | ---- | ---- | ---- | ---- |
| 211  | 179  | 200  | 229  | 272  | 322  | 338  | 340  | 334  |

| 2017 | 2022 | - | - | - | - | - | - | - |
| ---- | ---- | - | - | - | - | - | - | - |
| 294  | 293  | - | - | - | - | - | - | - |

## Économie

### Revenus de la population et fiscalité
En 2018, le nombre de ménages fiscaux de la commune était de 121, représentant 308 personnes et la  médiane du revenu disponible par unité de consommation  de 24 120 euros.

### Emploi
En 2018, le nombre total d’emplois dans la zone était de 42, occupant 146 actifs  résidants (dont 17,5 % dans la commune de résidence et 82,5 % dans une commune autre que la commune de résidence).
Le taux d'activité de la population (actifs ayant un emploi) âgée de 15 à 64 ans s'élevait à 77,3 % contre un taux de chômage de 3,2 %.
Les 19,5 % d’inactifs se répartissent de la façon suivante : 8,8 % d’étudiants et stagiaires non rémunérés, 5,4 % de retraités ou préretraités et 5,2 % pour les autres inactifs.

### Secteurs d'activité

#### Entreprises et commerces
Au 31 décembre 2019, le nombre d’unités légales et d’établissements (activités marchandes hors agriculture) par secteur d'activité était de 17 dont 2 dans la construction, 7 dans le commerce de gros et de détail, transports, hébergement et restauration, 2 dans les activités immobilières, 4 dans les activités spécialisées, scientifiques et techniques et activités de services administratifs et de soutien et 2  étaient relatifs aux autres activités de services.
En 2020, 2 entreprises ont été créées sur le territoire de la commune, dont 1 individuelle.
Au 1er janvier 2021, la commune ne disposait pas d’hôtel et de terrain de camping.

## Culture locale et patrimoine

### Monuments et lieux remarquables
- Jardin d'agrément et parc de la Fosse-Jarry   Inscrit MH[44].

### Autres lieux et monuments

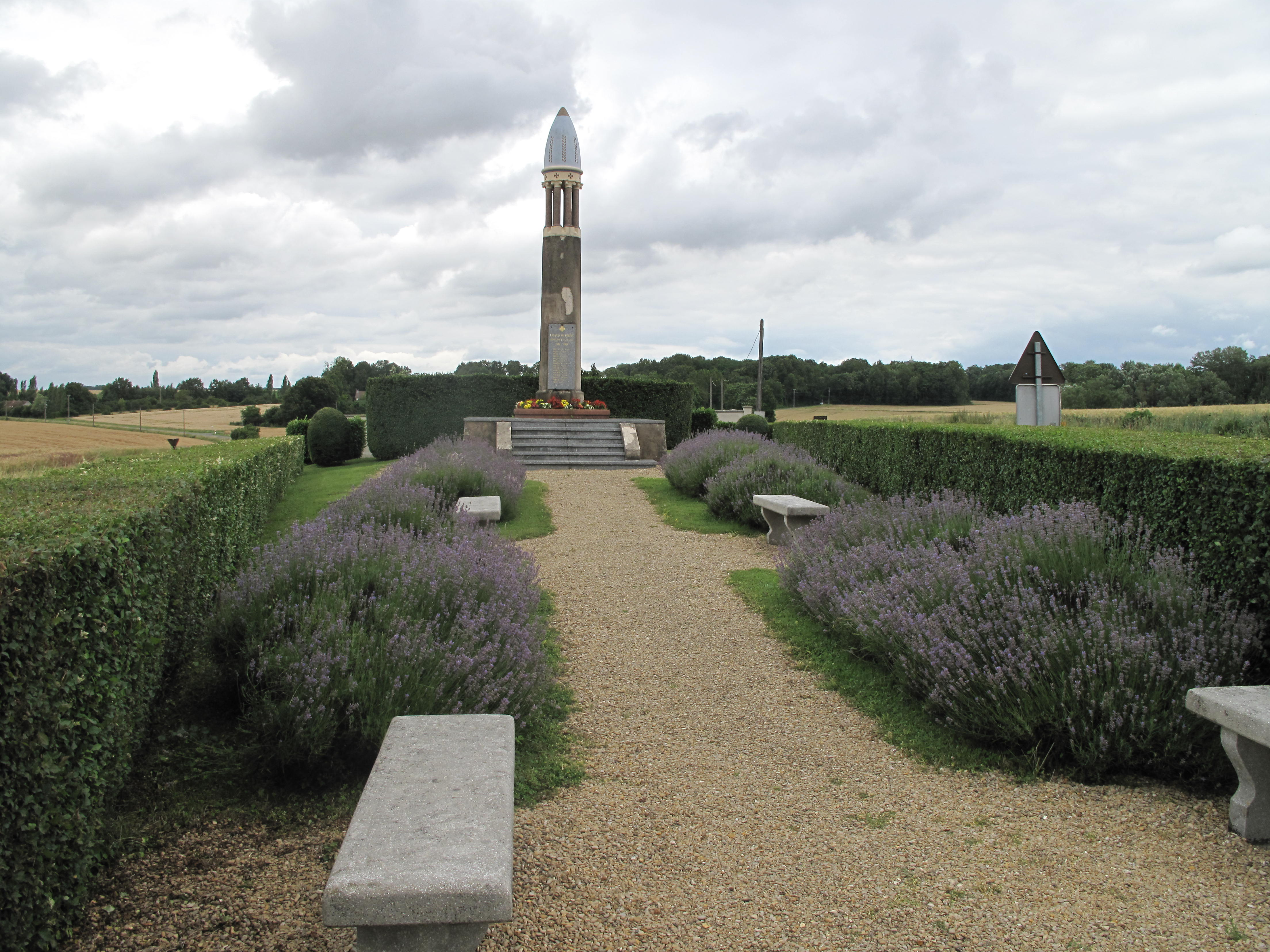
Le monument aux morts.

L'église, placée sous le patronage de saint Géroche du XIIe siècle renferme notamment une Vierge à l'Enfant polychrome du XIIIe siècle, un buste de saint Géroche, et un christ en croix, en bois du XVe siècle.
À la sortie du village, un monument aux morts en forme de lanterne fut édifié un peu après 1918 en hommage aux combattants.

### Légendes
La légende veut que saint Géroche ait placé un boulet (situé près de l'autel dans l'église) pour creuser un ruisseau reliant l'ancien étang du hameau de Moneuse à l'Aubetin, donnant ainsi naissance au ru de Saint-Géroche.
Il aurait planté un bâton sur le chemin se trouvant à droite après la première maison en venant de Jouy-le-Chatel. Une épine noire aurait pris racines. Elle existe toujours à cet endroit où elle fleurit deux fois par an, dont une fois à Noël. Saint Géroche est fêté le 5 juillet.
Une croyance locale voulait qu’une jeune fille désirant se marier dans l'année invoque le nom de saint Géroche pour obtenir de meilleures chances de réussir son mariage. Elle mettait autour du cou du saint un ruban symbolisant l'attachement à son futur époux[réf. nécessaire].